# Rosso Fiorentino
Rosso Fiorentino ("Ruivo Florentino", em italiano), ou simplesmente Il Rosso ("O Ruivo"), nascido Giovan Battista di Jacopo (Florença, 1494 - Fontainebleau, 1540), foi um pintor italiano, um dos principais expoentes do maneirismo na pintura.
Nascido em Florença, ruivo (a origem de seu apelido), Rosso foi aprendiz de Andrea del Sarto, junto com Pontormo. Depois de 1527, foi para França. Permaneceu lá até sua morte. Junto com Francesco Primaticcio, era um dos principais mestres da Escola de Fontainebleau, no Castelo de Fontainebleau. A reputação de Rosso era desfavorável em relação a seus contemporâneos, que seguiam uma arte mais graciosa e naturalista. Mas sua arte tem sido revisitada nos séculos seguintes. 
Sua obra-prima é considerada a Descida da Cruz, em Volterra, Itália.

## Obras
- Assunzione della Vergine ("Anunciação da Virgem"), 1517, afresco, 385 x 395 cm, Florença, Igreja da Santíssima Anunciada.
- Madonna col Bambino e putti ("Madonna com o Menino e garotos"), 1517 ca, óleo sobre tela, 111 x 75,5 cm, São Petersburgo, Museu Hermitage.
- Ritratto di giovane uomo, 1517-1518, óleo sobre tábua, 82,4 x 59,9 cm, Berlim, Staatliche Museen.
- Madonna col Bambino in trono e i santi Giovanni Battista, Antonio Abate, Stefano e Gerolamo, 1518, óleo sobre tábua, 172 x 141 cm, Florença, Galleria degli Uffizi.
- Ritratto di uomo che legge una lettera, 1518, óleo sobre tábua, 108 x 88 cm, Londres, National Gallery.
- Ritratto di giovane, c. 1520, óleo sobre tábua, 88,7 x 68 cm, Washington, National Gallery of Art.
- Angiolino musicante, c. 1520, têmpera sobre tábua, 47 x 39 cm, Florença, Galleria degli Uffizi.
- Deposizione, 1521, óleo sobre tábua, 375 x 196 cm, Volterra, Pinacoteca e Museo Civico.
- Madonna col Bambino tra san Giovanni Battista e san Bartolomeo, 1521, óleo sobre tábua, 169 x 133 cm, Volterra, Museo Diocesano di Arte Sacra.
- Madonna col Bambino, sant'Anna (?) e san Giovannino, c. 1521, óleo sobre tábua, Los Angeles, County Museum of Art.
- Madonna con Bambino in trono con dieci santi, 1522, óleo sobre tábua, 350 x 259 cm, Firenze, Palazzo Pitti, Galleria Palatina.
- Matrimonio della Vergine, 1523, óleo sobre tábua, 325 x 250 cm, Florença, Igreja de São Lourenço
- Mosè difende le figlie di Jetro, 1523-1524, olio su tábua, 160 x 117 cm, Firenze, Galleria degli Uffizi.
- La contesa delle Pieridi, 1524-1527, óleo sobre tábua transferido para tela, 31 x 63 cm, Paris, Museu do Louvre
- Cristo morto compianto da quattro angeli, 1525-1526, óleo sobre tela, 133,5 x 104 cm, Boston, Museum of Fine Arts.
- Compianto sul Cristo deposto, 1528, óleo sobre tela, 270 x 201 cm, Sansepolcro, Igreja de São Lourenço.
- Cristo risorto in gloria, 1528-1530, óleo sobre tábua, 348 x 258 cm, Città di Castello, Duomo.
- Marte e Venere, 1530, Paris, Louvre, Cabinet des Dessins.
- Galleria di Francesco I, 1534-1539, estuques, frisos e esculturas, Fontainebleau, Galerie François I.
- Pietà, 1537-1540, óleo sobre tábua transferido para tela, 125 x 159 cm, Paris, Museu do Louvre.